# Condado de Graham (Carolina do Norte)
O Condado de Graham é um dos 100 condados do estado americano da Carolina do Norte. A sede do condado é Robbinsville, e sua maior cidade é Robbinsville. O condado possui uma área de 781 km² (dos quais 25 km² estão cobertos por água), uma população de 7 993 habitantes, e uma densidade populacional de 10 hab/km² (segundo o censo nacional de 2000). O condado foi fundado em 1872.